# Bataille de Cadzand
Guerre de Cent Ans
Batailles
La bataille de Cadzand est une bataille navale livrée le 9 novembre 1337, pendant la guerre de Cent Ans. Elle consiste en un raid sur l'île flamande de Cadzand, afin de conduire à une victoire anglaise rapide et ainsi encourager les alliés continentaux d'Édouard III d'Angleterre à le soutenir. Wauthier de Masny mène les troupes anglaises et écrase les Flamands mais échoue à s'emparer de l'île.

## Contexte
Pour Édouard III, la guerre avec la France qui a commencé le 24 mai 1337 ne se déroule pas comme il le souhaite : ses alliés aux Pays-Bas et en Allemagne ne sont pas encore prêts à envahir la France et les échecs anglais en Gascogne l'empêchent de porter la guerre en Flandres. La flotte anglaise n'est pas encore prête à traverser la Manche avec toute l'armée et les finances royales sont en piteux état car Édouard III a dû payer ses troupes gasconnes. Édouard décide alors de procéder à une démonstration de force afin de renforcer le moral anglais. Il ordonne alors à Wauthier de Masny, chef de l'avant-garde anglaise stationnée en Hainaut, de rassembler une petite flotte et de s'emparer de l'île de Cadzand, située dans le comté de Flandres qui est alors allié avec Philippe VI de France.

## Le raid anglais sur Cadzand
Cadzand est en 1337 une île de pêcheurs pauvre, qui ne présente aucun avantage au pillage si ce n'est qu'elle est assez proche du riche port de L'Écluse et peut servir de tête-de-pont pour s'en emparer. Masny est conscient de cette situation, et après un assaut infructueux sur la ville de L'Écluse le 9 novembre 1337, il emmène ses 3 700 marins et soldats à Cadzand et les incite à piller la zone, qui est fortement endommagée. Il conduit en quelque sorte une petite chevauchée, la première parmi celles qui constitueront la première phase de la guerre de Cent Ans au XIVe siècle.
La garnison de L'Écluse, conduite par Guy, fils bâtard du comte de Flandre, refuse de laisser Cadzand à la merci des Anglais et débarque sur l'île quelques jours plus tard afin de repousser Masny. Les Anglais se sont cependant préparés à un assaut flamand et organisent la défense de l'île. Les forces de Guy de Flandre sont écrasées par le redoutable longbow des Anglais. Seule une poignée de Flamands parvient à rentrer en hâte à L'Écluse. Guy de Flandre et d'autres nobles sont capturés tandis que les soldats communs sont passés au fil de l'épée. Les pertes anglaises au cours de cette bataille sont insignifiantes.

## Conséquences
Les conséquences directes de la bataille sont minimes, car Masny évacue Cadzand peu après sa victoire. Les alliés continentaux d'Édouard III sont considérablement impressionnés par la détermination des Anglais. Les Flamands sont fortement intimidés par la bataille d'autant que Philippe VI de France, mécontent, soupçonne les habitants de Cadzand d'avoir livré la ville aux Anglais et fait procéder à de cruelles exécutions. Cette violence de la part du roi de France provoque l'indignation des Flamands, qui se révoltent en 1338 sous l'égide de Jacob van Artevelde. Dix ans après la bataille, lorsque l'Angleterre et la Flandre sont alliées face à la France, Édouard III accepte de s'excuser pour les dommages causés à l'île de Cadzand et de procéder à des réparations. La ville de L'Écluse est plus tard la scène d'un combat naval bien plus important en 1340 où la France et l'Angleterre s'affrontent.